# 북보헤미아당
북보헤미아당(체코어: Severočesích.cz)은 체코의 중도주의 정당으로, 2008년 설립되었다. 보헤미아 북부 지방에 위치한 우스티주를 지지 기반으로 한다.